# Szíriai Joubert
Szíriai Joubert (  – 1177) a Jeruzsálemi Szent János Ispotályos Lovagrend nagymestere volt Jeruzsálemben. Elődje Gastone de Murols volt, akitől a tisztséget 1173-ban vette át. 1177-ben meghalt, utóda Roger de Moulins lett.
A nagykáptalan nagymestersége idején fogadott el két fontos szabályzatot. A betegek kiváltsága a fehér kenyér című szabályozást 1176-ban hagyta jóvá a johanniták legmagasabb fóruma, és arról szólt, hogy milyen cipót kell kapniuk a rászorulóknak. Egy évvel később fogadták el a templom szabályzatát.